# 마에다 노부히로
마에다 노부히로일본어: 前田 信弘, (1973년 6월 3일 ~ )는 일본의 전 축구 선수이다.

## 구단 경력
과거 베르디 가와사키, 비셀 고베, 시미즈 에스펄스, 알비렉스 니가타에서 활동하였다.